# Bill Varney
Harold William „Bill“ Varney (* 22. Januar 1934 in Beverly, Massachusetts; † 2. April 2011 in Fairhope, Alabama) war ein US-amerikanischer Tonmeister beim Film. Varney gewann Oscars für den Besten Ton in Das Imperium schlägt zurück (1980) und Jäger des verlorenen Schatzes (1981). Darüber hinaus erhielt er Oscar-Nominierungen für Der Wüstenplanet (1984) und Zurück in die Zukunft (1985).

## Leben und Karriere
Eines der ersten Projekte Varneys war ein Film über den Sänger Joan Baez in den 1950er Jahren. 1961 zog Varney nach Südkalifornien, wo er Lehrfilme für die Encyclopædia Britannica produzierte. 1972 ging Varney zu The Samuel Goldwyn Company, um dort Ton für Film und Fernsehen abzumischen. Dort erhielt er 1977 eine Emmy-Nominierung für seine Arbeit an der Miniserie Roots. Neben zahlreichen Filmen wie The Band, Grease (beide 1978), Eine ganz normale Familie (1980), Poltergeist oder Ein Draufgänger in New York (beide 1982) entstanden in dieser Zeit die oscarprämierten Film Das Imperium schlägt zurück und Jäger des verlorenen Schatzes sowie Der Wüstenplanet.
1985 wechselte Varney zu Universal Pictures, wo er 1986 für Zurück in die Zukunft wiederum eine Oscar-Nominierung erhielt. Bis Mitte der 1990er Jahre wirkte Varney an etwa 85 Filmproduktionen mit; sein letzter Film war 1996 Dragonheart. 1998 wurde Varney Vice President of Sound Operations bei Universal. Im selben Jahr war Varney an der Restauration des Orson-Welles-Films Im Zeichen des Bösen beteiligt. 2001 verließ Varney Universal und ging 2003 nach Fairhope, Alabama. Varney starb dort 2011 an Herzversagen im Alter von 77 Jahren.